# متحف كامبا

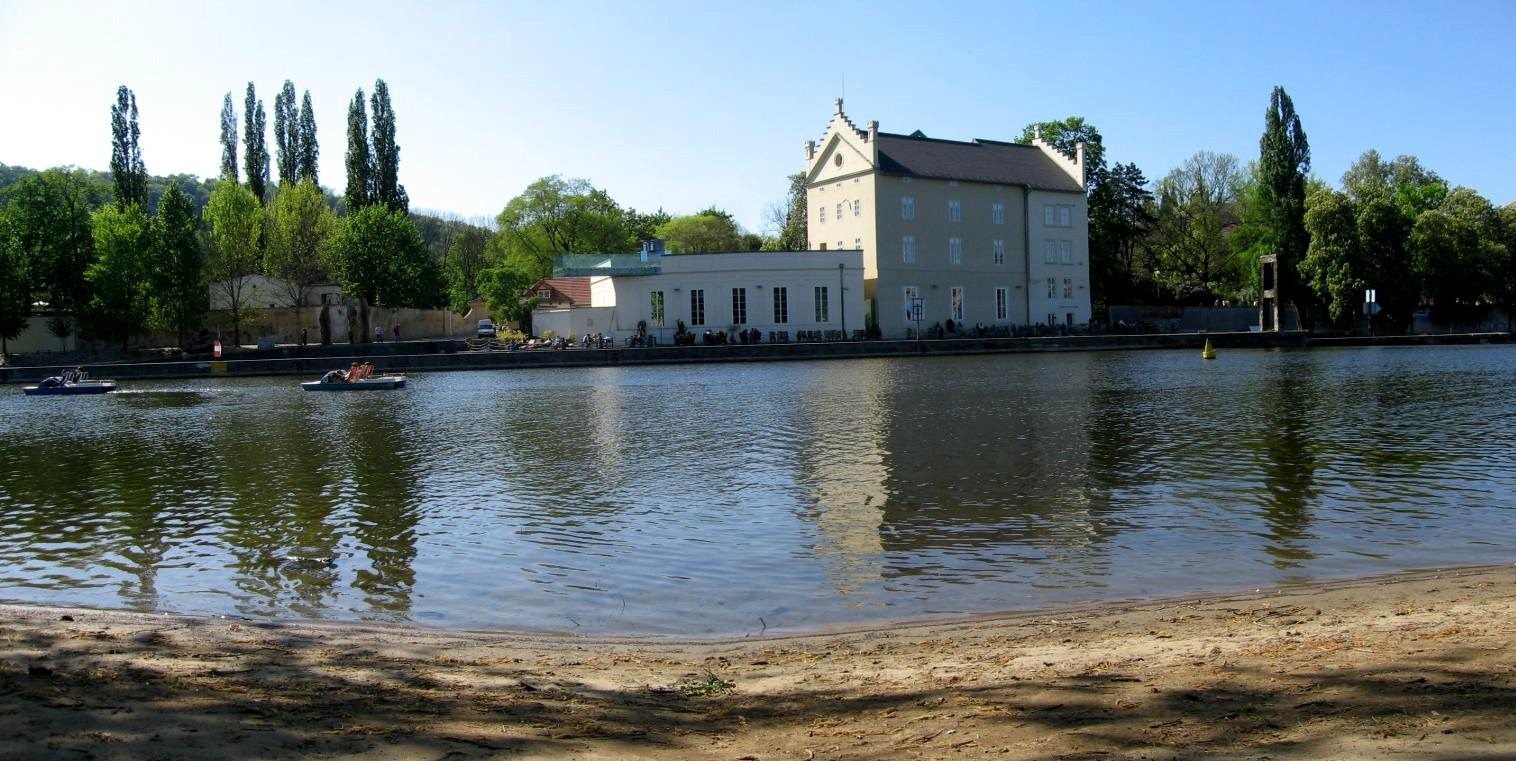
صزرة للمتحف

متحف كامبا Museum Kampa هو متحف للفن الحديث في براغ في التشيك. ويعرض الأعمال الفنية لوسط أوروبا وخاصة التشيك. وهذه الأعمال تمثل المجموعة الخاصة لميدا ملاديك زوجة يان ملاديك. افتتح المتحف في عام 2003، وأقيم في سوفاس ميل على الضفة الشرقية لجزيرة كامبا في نهر فلاتفا. ويوجد خارج المتحف تمثال عبارة عن كرسي كبير لماجدالينا يتيلوفا، والذي يعتبر من المعالم البارزة وتري عبر نهر فلاتفا.